# Florisuga mellivora
Florisuga mellivora е вид птица от семейство Колиброви (Trochilidae).

## Разпространение
Видът е разпространен в Антигуа и Барбуда, Аруба, Барбадос, Белиз, Боливия, Бразилия, Венецуела, Гваделупа, Гватемала, Гвиана, Доминика, Еквадор, Колумбия, Коста Рика, Мартиника, Мексико, Монсерат, Никарагуа, Панама, Перу, Сейнт Китс и Невис, Сейнт Лусия, Сейнт Винсент и Гренадини, Суринам, Тринидад и Тобаго, Френска Гвиана и Хондурас.